# Mořčák pruhovaný
Mořčák pruhovaný (Morone saxatilis) je ryba z řádu bodloci (Acanthuriformes), historicky ve sběrném řádu Perciformes.
Běžně má délku 120 centimetrů, ale byl zaznamenán i rekordní kus o délce dvou metrů a váze 57 kilogramů. Předpokládá se, že se jedinci mohou dožívat až 30 let.
Jejím přirozeným prostorem je atlantické pobřeží Severní Ameriky v délce zhruba od ústí Řeky svatého Vavřince až do Mexického zálivu na úrovni Louisiany. Kromě toho byla jako nepůvodní druh vysazena jednak u tichooceánského pobřeží Spojených států amerických, jednak i do přehrad.
Mořčák pruhovaný provádí anadromní migraci – žije v mořské vodě, ale na rozmnožování pluje do sladké vody.